# Pace di Pescia
La pace di Pescia sono degli accordi presi da i Pisani e i Fiorentini il 28 agosto 1364 nella città di Pescia (PT).
Dopo la sconfitta pisana nella battaglia di Cascina del 28 luglio Pisa dovette capitolare. Vennero restituiti i castelli conquistati dalle due fazioni. A Pisa tornò Pontedera e isola del Giglio. A Firenze fu restituita Sorana, Pietrabuona e Vellano. Secondo gli accordi il castello di Castel del Bosco fu distrutto e Pisa dovette concedere tutte le franchigie di cui già godevano prima della guerra a Firenze, inoltre dovettero pagare centomila fiorini d'oro in dieci anni.
Dal 2001 avviene una rievocazione storica di questa pace a Pontedera con un palio della balestra.